# مسیحیت سریانی
مسیحیت سریانی (به سریانی: ܡܫܝܚܝܘܬܐ ܣܘܪܝܝܬܐ) یکی از گونه‌های مسیحیت شرقی است که الهیات و مناسک مذهبی را به زبان سریانی بیان می‌کنند. این زبان در کنار زبان‌های لاتین و یونانی یکی از سه زبان مهم مسیحیان در دوران مشترک بود.
مسیحیت سریانی شامل دو گروه با آداب مذهبی متفاوت است. آداب سریانی شرقی (به کلدانی، آشوری و ایرانی هم معروف است) که کلیساهای کاتولیک کلدانی، آشوری شرق و باستانی مشرق را در عراق و کلیساهای کاتولیک سریانی مالابار و سریانی کلدانی را در هند در بر می‌گیرد و آداب سریانی غربی که کلیسای ارتدکس سریانی در سوریه، کلیساهای مارونی و سریانی کاتولیک در لبنان و شش شاخه دیگر در هند را در بر می‌گیرد که دوتای آن‌ها پروتستان هستند. در هند به مسیحیان هر دو شاخه مسیحیان سریانی یا مسیحیان سنت توماس گفته می‌شود.
زبان سریانی گونه‌ای از زبان آرامی میانه است که در ادسا در جزیره در قرن اول میلادی پدیدار شد و بسیار نزدیک به زبان آرامی عیسی است. این نزدیکی به اعتبار آن برای مسیحیان بسیار افزوده‌است. شکل زبان مورد استفاده در ادسا بر نوشته‌های مسیحی غالب بود و به عنوان گونه استاندارد پذیرفته شده برای گسترش مسیحیت هرجایی که بستر زبان آرامی بود شناخته می‌شد. منطقه‌ای که در آن سریانی یا آرامی سخن گفته می‌شد منطقه تماس و درگیری امپراتوری روم و شاهنشاهی ساسانی بود و کل یا بخش‌هایی از لبنان، فلسطین، سوریه، ترکیه، عراق و ایران را در بر می‌گرفت.

## کلیساهای مسیحیت سریانی
- آداب سریانی غربی
  - کلیسای ارتدکس مشرقی
    - کلیسای ارتدکس سریانی
    - کلیسای مسیحی سریانی یعقوبی
    - کلیسای ارتدکس سریانی مالانکارا
    - کلیسای سریانی مستقل مالابار

  - کلیسای کاتولیک شرقی
    - کلیسای سریانی کاتولیک
    - کلیسای مارونی
    - کلیسای کاتولیک سریانی مالانکارا

  - کلیسای سریانی مارتوما
  - کلیسای انجیلی سنت توماس هند
- آداب سریانی شرقی
  - کلیسای مشرق
    - کلیسای آشوری شرق
      - کلیسای سریانی کلدانی

    - کلیسای باستانی مشرق

  - کلیساهای جزو کلیسای کاتولیک
    - کلیسای کاتولیک کلدانی
    - کلیسای کاتولیک سریانی مالابار